# Saint-Crépin-et-Carlucet
Saint-Crépin-et-Carlucet település Franciaországban, Dordogne megyében. Lakosainak száma 532 fő (2022. január 1.). Saint-Crépin-et-Carlucet Saint-Geniès, Salignac-Eyvigues, Sainte-Nathalène, Proissans és Marcillac-Saint-Quentin községekkel határos.

## Népesség
A település népessége az elmúlt években az alábbi módon változott:
| Lakosok száma | 331  | 310  | 372  | 463  | 544  | 527  | 520  | 519  | 523  | 532  |
|               | 1968 | 1982 | 1990 | 2006 | 2013 | 2015 | 2017 | 2019 | 2020 | 2022 |